# ویکی‌مدین سال
ویکی‌مدیاییِ سال جایزه‌ای است که هر ساله توسط بنیان‌گذار ویکی‌پدیا، جیمی ویلز به دستاوردهای برجسته برای ویکی‌پدیا که توسط یکی از کاربران آن حاصل شده‌است، اهدا می‌گردد. این جایزه در سال ۲۰۱۱ ایجاد شد و  سنتی در کنفرانس ویکی‌مانیا اهدا می‌شود. برندگان آن عبارتند از: راون کنژخانولی، رمی متیس، ایگور کاستنکو، روزی استیونسون-گودنایت، و امیلی تمپل-وود. تا پیش از سال ۲۰۱۷ این جایزه ویکی‌پدیایی سال نام داشت.

## برندگان
| سال  | برنده                         | برنده                 | پروژه              | توضیح |
| ---- | ----------------------------- | --------------------- | ------------------ | --- |
| ۲۰۱۱ |                               | روان کنژخانولی        | ویکی‌پدیای قزاقی    | کنژخانولی برای بکارگیری یک جامعه ثابت در بهبود ویکی‌پدیای قزاقی مورد تشویق قرار گرفت. تعداد کاربران فعال این ویکی در یک سال از ۴ به ۲۰۰ و شمار مقاله‌هایش از ۷٬۰۰۰ به ۱۳۰٬۰۰۰ رسید. ویلز برای روابط کنژخانولی با حکومت قزاقستان مورد انتقاد قرار گرفت. |
| ۲۰۱۲ |                               | «دمی»                 | ویکی‌پدیای یوروبایی | دمی رباتی را برای ترجمه ۱۵۰٬۰۰۰ مقاله خرد انگلیسی به یوروبایی ایجاد کرد. یوروبایی زبانی است که در نیجریه صحبت می‌شود. |
| ۲۰۱۳ | رمی متیس در ۲۰۱۲              | رمی متیس              | ویکی‌پدیای فرانسوی  | برای نقش‌اش در ماجرای ایستگاه رادیویی پیر-سور-اوت |
| ۲۰۱۴ | ایگور کاستنکو در ۲۰۱۳         | ایگور کاستنکو         | ویکی‌پدیای اوکراینی | کاستنکو در طول اعتراضات یورومیدان در اوکراین کشته شده بود. |
| ۲۰۱۵ |                               | نامشخص                | انبار ویکی‌مدیا     | ویلز از یک ویرایشگر نامشخص اهل ونزوئلا صحبت کرد که بخاطر عکس گرفتن از تظاهرات ضد دولتی ونزوئلا و بارگذاری آن‌ها تبعید شده بود. |
| ۲۰۱۶ | امیلی تمپل-وود در ۲۰۱۵        | امیلی تمپل-وود        | ویکی‌پدیای انگلیسی  | آنها نخستین برندگانی هستند که جایزه را برای مبارزه در برابر اذیت و آزار در ویکی‌پدیا و گسترش پوشش آن از زنان برجسته، به‌طور مشترک دریافت کرده‌اند. تمپل-وود تقریباً ۴۰۰ مقاله ایجاد و صدها مقاله دیگر را گسترش داده بود. بیشتر این مقاله‌ها دربارهٔ زنان دانشمند، دگرباشی جنسی و سلامت زنان بود. استیونسون گودنایت بیش از ۳۰۰۰ مقاله را بهبود داده و در ایجاد محیطی برای استقبال از تازه‌واردان همکاری کرده بود. او همچنین در ایجاد پروژه‌هایی چون گروه کاربری زنان ویکی، و کمپین زنان قرمز همکاری کرده بود. |
| ۲۰۱۶ | رزی استیونسون-گودنایت در ۲۰۱۵ | رزی استیونسون-گودنایت | ویکی‌پدیای انگلیسی  | آنها نخستین برندگانی هستند که جایزه را برای مبارزه در برابر اذیت و آزار در ویکی‌پدیا و گسترش پوشش آن از زنان برجسته، به‌طور مشترک دریافت کرده‌اند. تمپل-وود تقریباً ۴۰۰ مقاله ایجاد و صدها مقاله دیگر را گسترش داده بود. بیشتر این مقاله‌ها دربارهٔ زنان دانشمند، دگرباشی جنسی و سلامت زنان بود. استیونسون گودنایت بیش از ۳۰۰۰ مقاله را بهبود داده و در ایجاد محیطی برای استقبال از تازه‌واردان همکاری کرده بود. او همچنین در ایجاد پروژه‌هایی چون گروه کاربری زنان ویکی، و کمپین زنان قرمز همکاری کرده بود. |

### تقدیرها
| سال  | دریافت‌کننده    | پروژه            | یادداشت |
| ---- | -------------- | ---------------- | --- |
| ۲۰۱۵ | سوزانا مکرچیان | ویکی‌پدیای ارمنی  | برای فعالیت‌های خارج از ویکی، شامل یک کمپین ویرایشی و یک کمپین برای جوانان                                                             |
| ۲۰۱۵ | ساتدیپ گیل     | ویکی‌پدیای پنجابی | تلاش‌های گیل برای تشویق مردم در دانشگاهش به ویرایش ویکی‌پدیای پنجابی، سرعت رشد آن ویکی را به بالاترین میزان در میان ویکی‌های هندی رساند. |
| ۲۰۱۶ | «مرد تنها»     | ویکی‌پدیای فارسی  | او نسخهٔ فارسی «کتابخانهٔ ویکی‌پدیا» را راه‌اندازی کرد.                                                                                   |
| ۲۰۱۶ | واسیا آتاناسوا | ویکی‌پدیای بلغاری | او پروژهٔ «#صدروزویکی» را راه‌اندازی کرد که ویرایش‌گران را به مدت صد روز به ایجاد یک مقاله در هر روز به چالش می‌کشید.                     |